# WinRAR
WinRAR este un arhivator și utilitar de compresie a datelor shareware dezvoltat de Eugene Roshal și distribuit de Alexander Roshal, lansat în toamna anului 1993. Programul poate crea arhive în formatul ZIP sau RAR, proprietatea dezvoltatorului său, și poate dezarhiva fișiere din multe alte formate. WinRAR rulează pe Microsoft Windows în modul GUI, dar există și versiuni de linie de comandă, numite "RAR", pentru Mac OS X, Linux, FreeBSD și MS-DOS. Modul consolă este disponibil și pentru Windows. RAR mai are și o versiune GUI pentru Android.
De la versiunea 5, un nou format de arhivă, RAR5, este susținut, incompatibil cu cel anterior, dar, de asemenea, folosind extensia .RAR. Odată cu introducerea RAR5, formatul vechi este menționat ca RAR4. Noua versiune poate deschide și crea arhive RAR4, dar versiunile mai vechi nu suportă arhive RAR5.

## Perioada de testare de 40 de zile infinită
Software-ul este distribuit ca shareware și oricine îl poate descărca gratuit. După 40 de zile de la instalare, va apărea o fereastră care spune că WinRAR nu este gratis și că utilizatorul trebuie fie să cumpere o licență fie să își scoată programul de pe calculator. Dar în cazul utilizatorilor individuali, nu este necesară obținerea licenței până ce utilizatorul nu este sigur că acest program îi rulează pe mediul său dorit de hardware și software.

## Limbi
Începând cu iulie 2018, WinRAR a fost disponibil în 47 de limbi: rusă, engleză, azerbaidjan, albaneză, arabă, armeniană, belarusă, birmaneză, bulgară, spaniolă, italiană, catalană, chineză tradițională și simplificată, coreeană, lituaniană, mongolă, germană, norvegiană, persană, poloneză, portugheză, portugheză braziliană, română, sârbă, chirilică, slovacă, slovenă, thailandeză, uzbecă, finlandeză, franceză, croată, cehă, suedeză, estonă, japoneză.